# Associação Médica Mundial
A Associação Médica Mundial (AMM) é uma confederação internacional e independente de Associações Médicas profissionais, representando os médicos a uma escala global. A WMA foi criada a 18 de Setembro de 1947  e em 2019 passou a integrar 122 Associações Médicas Nacionais, representando actualmente mais de 10 milhões de médicos.
A AMM proporciona um fórum de comunicação livre para as suas associações para que estas possam cooperar activamente, atingir consensos relativamente a altos padrões de ética médica e competência profissional e promover a liberdade profissional dos médicos globalmente. Tendo em conta esta parceria única, a AMM pretende promover o tratamento dos pacientes num ambiente saudável, melhorando a qualidade de vida de todas as pessoas no mundo.

## Missão
O principal objectivo da AMM é servir a Humanidade, trabalhando para conseguir os mais altos padrões internacionais nas áreas de Educação, Ciência, Artes e Ética relacionadas com a Medicina, para todas as pessoas no mundo.

## História[1]
A AMM foi fundada em 18 de Setembro de 1947, quando um grupo de médicos de 28 países diferentes se reuniram em Paris, para a Primeira Assembleia Geral da AMM. Esta organização foi criada a partir de uma ideia gerada na sede da Associação Médica Britânica em 1945, na cidade de Londres. O principal objectivo desta reunião era iniciar planos para a criação de organização internacional de médicos para substituir "l'Association Professionnelle Internationale des Médecins", que suspendeu actividades por causa da Segunda Guerra Mundial.
Na sua criação foram definidas como línguas oficiais o Inglês, o Francês e o Espanhol, sendo que no presente continuam a ter esse estatuto.
No sentido de facilitar o apoio financeiro pela parte das suas associações membro, o Conselho Executivo da AMM estabeleceu a sua Sede na Cidade de Nova Iorque em 1948, com o objectivo de promover uma ligação mais próxima junto às Nações Unidas e suas diversas agências. A sede da AMM permaneceu na cidade de Nova Iorque até 1974, quando, por razões económicas e no sentido de colaborar na mesma área que outras Organizações internacionais localizadas em Geneva (WHO, ILO, ICN, ISSA, etc.), foi transferida para o seu local actual em Ferney-Voltaire, França.
Os membros da AMM reúnem-se num encontra anual, que desde 1962 é chamado "Assembleia Médica Mundial".
Desde o seu início, a AMM preocupa-se com o estado da Ética Médica por todo o mundo, sendo responsável por definir as diretrizes éticas para a comunidade médica mundial.
Em 1946, um grupo de estudos foi nomeado para criar uma "Declaração de princípios médicos" que poderia ser adoptada como um juramento ou promessa que todo o médico no mundo tivesse que realizar quando recebesse o seu título ou diploma de médico. Foram necessários dois anos de consultas às associações membros e respectivo tratamento desses dados para a criar uma primeira versão moderna do antigo juramento de Hipócrates. Esta primeira versão foi enviada para consideração da II Assembleia Geral da AMM em Genebra  em 1948, tendo sido aprovada com o nome de "Declaração de Genebra".
Nessa mesma Assembleia Geral, o relatório sobre "Crimes de Guerra e Medicina" foi debatida, levando o Conselho Executivo a nomear outro grupo de estudos para criar um Código Internacional de Ética Médica. Após longas discussões, este Código foi adoptado na III Assembleia Geral da AMM em 1949.
Mesmo após a adopção destes dois documentos, a AMM estava a ser informada regularmente de violações constantes da Ética Médica, crimes cometidos em tempo de guerra, experiências não-éticas em seres humanos, além de outros problemas na área da ética e legislação médica. Estas situações levaram o Conselho Executivo a criar um Comité Permanente para Ética Médica em 1952, que tem trabalhado activamente desde então.

## Estrutura[4]
O principal órgão de decisão da AMM é a sua Assembleia Geral, que se reúne anualmente e é formada por delegações das Associações Nacionais Membro, oficiais e membros do Conselho Executivo da AMM, e representantes de membros associados (Membros associados são médicos que querem juntar-se à AMM a título individual).
Assembleia Geral
A Assembleia elege o Conselho Executivo de 2 em 2 anos, com representantes de cada uma das 6 regiões da AMM, nomeadamente África, Ásia, Europa, América Latina, América do Norte e Pacífico. Esta também elege o Presidente da AMM anualmente, sendo este o representante máximo da Associação.
O Presidente, Presidente-eleito e Presidente imediatamente anterior formam o "Presidium", sendo que estes tem a possibilidade de falar em nome da AMM e representá-la oficialmente.
Conselho Executivo
De 2 em 2 anos, o Conselho Executivo, à excepção do Presidium, elege um Presidente do Conselho que é o responsável político da organização.
O Secretário-Geral é nomeado pelo Conselho Executivo da AMM. Este está empregado a tempo inteiro na sede, uma vez que este é o chefe executivo das unidades operacionais da AMM.

## Secretariado
A Secretaria da WMA está localizada em Ferney-Voltaire, na França, adjacente à cidade de Genebra.

## Línguas oficiais
Inglês, espanhol e francês são as línguas oficiais da AMM desde a sua criação.

## Filiação[2]
O tipo de filiação na AMM é muito diverso. Por um lado existe a filiação Constituinte, que se aplica principalmente a Associações Nacionais de Médicos de diferentes países do mundo (geralmente denominadas Associações Nacionais Membro).
Essas associações representam amplamente os médicos de cada país, em virtude da sua filiação.
Estas variam de câmaras a ordens profissionais, de faculdades a associações privadas. Algumas destas têm filiação obrigatória e algumas destas são sindicatos.
Por outro lado, existe o estatuto de Membro Associado, que se aplica a médicos que, a título individual, se juntam à AMM. Estes membros têm direito a voto no Encontro Anual do Membros Associados da AMM e também têm direito a participar na Assembleia Geral através dos representantes eleitos da Membros Associados.
Mais informações acerca do processo de filiação: (https://www.wma.net/sign-up/)

## Projectos[5]
A AMM é activa em diversas áreas de acção, principalmente em Ética, Direitos Humanos, Saúde Pública, Sistemas de Saúde e Advocacia.
Relativamente à área da Ética Médica, a AMM tem diversas declarações, resoluções e tomadas de posição, nas quais tenta ajudar a guiar as Associações Nacionais Membros, governos e organizações internacionais a nível mundial.
Um largo espectro de tópicos são abrangidos como os direitos dos pacientes, investigação em seres humanos, tratamento dos doentes e feridos em conflitos armados, tortura de prisioneiros, uso e abuso de drogas, planeamento familiar e poluição.
A AMM também trabalha na seguintes áreas:
- Educação Médica,
- Planeamento de Recursos Humanos na área da saúde,
- Segurança do doente,
- Liderança e desenvolvimento da carreira profissional,
- Defesa dos direitos dos médicos e doentes,
- Medicina e segurança no trabalho,
- Fortalecimento da democracia dentro de novas associações médicas
- Políticas relacionadas com saúde pública
- Projectos como o controlo tabágico e a imunização.

A AMM também trabalha em projetos educacionais tais como o curso de medicina da prisão, a TB-MR e o curso de atualização da TB, o curso de ética e o curso de resistência microbiana (juntamente com a Universidade George Mason e a Sociedade Internacional de Resistência Microbiana).

## Publicações[6]
A AMM publica regulamerte os seguintes documentos, alguns dos quais em diversas línguas:
- Jornal Médico Mundial
- Manual de Ética Médica da AMM
- Jornal de Políticas Médicas e de Saúde
- Médicos Dedicados do Mundo
- Toolkits
- Documentos de Referência

## Relações Oficiais[7]
Com o objectivo de trabalhar proficuamente e proporcionar o melhor tratamento médico para todos os pacientes globalmente, a AMM estabelece parcerias e alianças com outras associações profissionais ligadas à área da saúde, agências governamentais e não governamentais e associações médicas regionais.
Centros Académicos (Centros de Cooperação)
- Centro para o estudo das Políticas e Práticas Médicas em Resistência Microbiana e desenvolvimento the políticas públicas em saúde, localizado na Universidade de George Mason em Fairfax, Virginia, Estados Unidos da América
- Centro de Saúde Global e Diplomacia Médica localizado na Universidade de Carolina do Norte, Estados Unidos da América
- Instituto de Ética e História da Medicina, Universidade de Tübingen, Alemanha
- Instituto de direito na saúde, Universidade de Neuchâtel, Suiça
- Centro de Bioética Steve Biko, Universidade de Wiltwatersrand, Johannesburgo, Sudáfrica.

Corporações
- Bayer Farmacéutica
- Eli Lilly and Company
- GlaxoSmithKline
- Pfizer, Inc.

Recursos Educacionais
- Health Sciences Online HSO
- Health InterNetwork (HINARI)

Organismos Internacionais
- Amnesty International - AI
- International Federation of Associations of Pharmaceutical Physicians - IFAPP
- International Federation of Pharmaceutical Manufacturers & Associations IFPMA
- International Hospital Federation - IHF
- International Rehabilitation Council for Torture Victims - IRCT
- Physicians for Human Rights - PHR
- International Society for Health and Human Rights - ISHHR
- World Health Editors’ Network - WHEN
- Public Service International - PSI
- World Self-Medication Industry - WSMI

Estudantes de Medicina
- International Federation of Medical Students’ Associations - IFMSA

Organizações de Doentes
- International Alliance of Patients’ Organizations - IAPO

Organizações Profissionais
La AMM es miembro de la World Health Professions Alliance (WHPA), que combina y refuerza las relaciones internacionales entre médicos (World Medical Association), A AMM é membros da World Health Professions Alliance (WHPA), que combina as forças das associações profissionais internacionais de médicos (AMM), enfermeiros (Conselho Internacional de Enfermeiros), farmacêuticos (Federação Internacional de Farmacêuticos), médicos dentistas (Federação Internacional de Dentistas) e fisioterapeutas (Confederação mundial de Fisioterapia), com o fim de defender e trabalhar para os mais altos níveis de assistência médica.
Outros exemplos:
- Guidelines International Network - G-I-N
- International Confederation of Midwives - ICM
- International Council of Medical Scientific Organizations CIOMS
- International Federation of Physiotherapists - WCPT
- Medical Women’s International Association - MWIA
- World Federation for Medical Education - WFME
- World Psychiatric Association - WPA
- World Veterinary Association - WVA (MOU mutually signed by the WVA and WMA on 12 October 2012)
- One Health Initiative
- Red Cross/Red Crescent •International Committee of the Red Cross - ICRC
- The International Federation of Red Cross and Red Crescent Societies - IFRC Organizações Médicas Regionais
- African Medical Association - AfMA •Confederation of Medical Associations of Asia and Oceania - CMAAO
- Conference of the Central and East European Chambers
- European Forum of Medical Associations and EFMA/WHO
- Forum of Ibero-American Medical Associations - FIEME
- Medical Association of South East Asian Nations - MASEAN
- Medical Confederation of Latin-America and the Caribbean - CONFEMEL
- Standing Committee of European Physicians - CPME

A AMM também estabelece relações oficiais com a Organização Mundial de Saúde(OMS), com a Organização das Nações Unidas e muitas outras organizações da ONU e programas especializados que lidam directamente ou indirectamente com a saúde.
Outros exemplos: the Joint United Nations Programme on HIV/AIDS (UNAIDS), the International Labour Organization (ILO), the International Organization for Migration (IMO), the United Nations Educational and Scientific and Cultural Organization (UNESCO), the United Nations Children's Fund (UNICEF), the Food and Agriculture Organization of the United Nations (FAO), the United Nations High Commissioner for Refugees (UNHCR) and the United Nations Environment Program (UNEP).